# بيني غاي كريستيان
بيني غاي كريستيان (بالإنجليزية: Benny Gay Christian) هو سياسي أمريكي، ولد في 17 مارس 1925، وتوفي في 9 أغسطس 1982. حزبياً، نشط في الحزب الديمقراطي. وقد انتخب عضو مجلس نواب لويزيانا.